# Mary Elizabeth Coleridge
Mary Elizabeth Coleridge (Londen, 23 september 1861 – Harrogate, 25 augustus 1907) was een Engels romanschrijfster en dichteres. Daarnaast schreef zij essays en kritieken.
Coleridge publiceerde vijf romans, waaronder  The Seven Sleepers of Ephesus (1893) en The King with Two Faces (1897).
Zij overleed in 1907 ten gevolge van complicaties die voortkwamen uit appendicitis terwijl zij op vakantie was in Harrogate. Zij liet een onvoltooid manuscript van een nieuwe roman achter en honderden onuitgegeven gedichten. Haar gedichten werden pas na haar dood gepubliceerd, waarschijnlijk uit achting voor haar beroemde naamgenoot en verre familielid Samuel Taylor Coleridge. Destijds veel gelezen bundels zijn Poems Old and New (1907) en Gathered Leaves (prozawerk, 1910). De toon van de gedichten is grotendeels somber en de populariteit ervan duurde niet lang. In 1954 verscheen haar verzameld werk onder de titel The Collected Poems of Mary Coleridge.

## Werk

### Poëzie
- Fancy's Following  (1896, uitgegeven onder het pseudoniem Anodos)

### Romans
- The Seven Sleepers of Ephesus (1893)
- The King with Two Faces (1897)
- The Fiery Dawn (1901)
- The Shadow on the Wall (1904)
- The Lady on the Drawing-Room Floor (1906)

### Non-fictie
- Non Sequitur (1900)
- Holman Hunt (1900)